# Liste der Kulturdenkmäler in Morscheid
In der Liste der Kulturdenkmäler in Morscheid sind alle Kulturdenkmäler der rheinland-pfälzischen Ortsgemeinde Morscheid aufgeführt. Grundlage ist die Denkmalliste des Landes Rheinland-Pfalz (Stand: 8. Februar 2023).

## Einzeldenkmäler
| Bezeichnung                        | Lage                                                                              | Baujahr | Beschreibung | Bild                           |
| ---------------------------------- | --------------------------------------------------------------------------------- | ------- | --- | ------------------------------ |
| Wegekreuz                          | Boorwies, vor Nr. 1 Lage                                                          | 1736    | barockes Schaftkreuz, bezeichnet 1736                                                                                                | Fotos hochladen                |
| Wegekreuz                          | Hauptstraße, bei Nr. 40 Lage                                                      | 1894    | Nischenkreuz, bezeichnet 1894 | BW                             |
| Katholische Pfarrkirche St. Martin | Kirchstraße Lage                                                                  | 1864/66 | Saalbau, Rundbogenstil, 1864/66; freistehender mittelalterlicher Turm                                                                | BW                             |
| Weingut Schloss Marienlay          | nordwestlich des Ortes Lage                                                       | 1922/27 | dreiseitige Hofanlage, gruppierter Schieferbruchsteinbau im Heimatstil, 1922/27; zugehörig die ausgedehnte Weinbergslage (Steillage) | weitere Bilder Fotos hochladen |
| Heiligenhäuschen                   | nordwestlich des Ortes an der K 65, unterhalb des Weinguts Schloss Marienlay Lage | um 1860 | gemauerte Nische für Madonna, um 1860                                                                                                | Fotos hochladen                |
| Wegekreuz                          | südlich des Ortes am Weg nach Bonerath Lage                                       | 1824    | Schaftkreuzfragment, bezeichnet 1824                                                                                                 | BW                             |
| Donatuskreuz                       | südlich des Ortes an einem Wirtschaftsweg Lage                                    | 1883    | Heiligennische, bezeichnet 1883 | Fotos hochladen                |